# Nectaris
Nectaris (jap. ネクタリス, Nekutarisu) ist ein Computerspiel der Firma Hudson. Es gehört zum Genre der rundenbasierten Strategiespiele.

## Geschichte
Es wurde am 2. September 1989 auf der PC-Engine (auch als TurboGrafx-16 bekannt) in Japan veröffentlicht, kurze Zeit später unter dem Namen Military Madness in Amerika. Später erfolgten Portierungen und Neuentwicklungen für verschiedene andere Systeme, unter anderem PC-98 (1992), Sharp X68000 (1992), MS-DOS (Europa, 1995), Windows (1997), PlayStation (1998), Game Boy, Wiis Virtual Console (2006), PlayStation 3, PlayStation Portable (beide 2008) und für Mobiltelefone basierend auf BREW (2005), oder Android (2010).

### Fortsetzungen
1994 erschien die Fortsetzung Neo Nectaris (ネオ・ネクタリス) für PC-Engine Super CD-ROM², die 2008 auch auf der Virtual Console erschien, sowie 2009 auf Xbox Live Arcade, PlayStation Network, WiiWare und iOS.
Für den Game Boy erschien 1998 Nectaris GB (ネクタリスGB).
Der jüngste Teil Military Madness: NECTARIS wurde am 30. September 2009 für die Xbox 360 veröffentlicht.

## Beschaffenheit
Gespielt wird auf Landkarten, die in Felder mit hexagonalem Grundriss unterteilt sind. Jedes dieser Hexfelder verfügt über bestimmte spielbeeinflussende Eigenschaften (Bewegung, Verteidigungs- und Angriffsboni, Passierbarkeit) und ist optisch sehr variabel. Es gibt statische Gebäude (Gefangenenlager und Fabriken), die einen hohen militärischen Wert besitzen. Spielziel ist es, entweder die Gefangenenlager mittels Infanterieeinheiten einzunehmen oder alle Einheiten des Gegners vollständig auszuschalten. Dazu stehen einem eine Vielzahl (23 im Originalspiel) unterschiedlichster Einheiten zur Verfügung, die von Infanterie über Transporteinheiten, Panzer bis hin zu Artillerie reichen und jeweils über unterschiedliche Werte für Angriff, Reichweite, Bewegung, Verteidigung und Effektivität gegen andere Einheiten verfügen. Zusammen mit den strategischen Möglichkeiten der Hexfelder wird so eine Simulation einer Auseinandersetzung auf Einheitenebene realisiert.

## Rezeption
Es handele sich um den Prototyp der Hexfeld-Strategie, die unter anderem auch Battle Isle inspirierten. Der Titel sei gut gealtert. Insbesondere der Zweispielermodus steche hervor.